# Voldemort: Az örökös eredete
A Voldemort: Az örökös eredete (eredeti címén: Voldemort: Origins of the Heir) egy 2018-as angol nyelvű olasz fantasy, amelyet Gianmaria Pezzato és Stefano Prestia írt és rendezett. A film egy nem hivatalos, rajongói előzményfilm, amelyet Pezzato és Prestia készített. A hivatalos trailer 2017 júniusában jelent meg a Facebookon és a YouTube-on, majd 48 óra alatt túljutott a 30 000 000 megtekintésen. 2017. december 1-jén került nyilvánosságra az első hivatalos előzetes a YouTube-on.
A filmet nem vetítették a mozikban, de szabadon megtekinthető a legnézettebb videomegosztón, ahol 2018. január 13-ától vált elérhetővé.

## A filmről
A Voldemort: Az örökös eredete a Sötét Nagyúr fiatalkorát meséli el, hogyan lett a J. K. Rowling Harry Potter-univerzumából ismert Tom Denemből minden idők legnagyobb sötét varázslója. A filmben további eredeti karakterek is megjelennek: nemcsak a főhős, hanem Mardekár Malazár öröksége és a Roxfort négy alapítójának öröksége is ismertté válik.
A film hivatalos honlapján a készítők úgy nyilatkoztak, hogy a központi téma Tom Denem felemelkedése lesz.
„Miért vált Tom Denem Voldemorttá? Mi történt azokban az években, és mi történt a Roxfortban, mikor tanulmányai után visszatért? Van számos olyan utalás a könyvekben, amelyeket egyáltalán nem ültettek át a mozikba. Ezt a történetet szeretnénk elmesélni: a Sötét Nagyúr felemelkedését a Harry Potter előtti időkben egészen annak megtámadásáig és a Nagyúr első haláláig.”
A készítők 2017 nyarán elárulták, hogy – mivel nem rendelkeznek a Harry Potter-univerzum megfilmesítésének jogaival – 2016-os Kickstarter-kampány alatt megkereste őket az azokkal bíró Warner Bros., és azzal a feltétellel, hogy a film teljes egészében nonprofit lesz, engedélyt adott a film elkészítésére és forgalmazására.

## Szereposztás
| Szerep                | Színész             |
| --------------------- | ------------------- |
| Tom Denem             | Stefano Rossi       |
| Voldemort             | Davide Ellena       |
| Grisha McLaggen       | Maddalena Orcali    |
| Grisha McLaggen Jr.   | Aurora Moroni       |
| Wiglaf Sigurdsson     | Andrea Deanisi      |
| Wiglaf Sigurdsson Jr. | Andrea Baglio       |
| Hepzibah Smith        | Gelsomina Bassetti  |
| Lazarus Smith         | Andrea Bonfanti     |
| Makarov               | Alessio Dalla Costa |

## A film készítőinek listája
- Gianmaria Pezzato – rendező, forgatókönyvíró
- Stefano Prestia – producer
- Michele Purin – operatőr
- Sonia Strusi – sminkes, jelmeztervező
- Silvia Dalpiaz – forgatókönyvíró
- Matthew Steed – zeneszerző
- Manuel Venturini – produkciós asszisztens